# Palladius (syn Petroniusza Maksymusa)
Palladiusz – syn cesarza rzymskiego Petroniusza Maksymusa, podniesiony przez ojca do godności Cezara. 
Żoną Palladiusza w 455 została Eudokia, córka cesarza rzymskiego Walentyniana III, która była już oficjalnie zaręczona z Hunerykiem, synem Genzeryka, króla Wandalów. Decyzję o małżeństwie podjął ojciec Palladiusza Pertoniusz Maksymus, który przejął władzę w cesarstwie po zamordowanym 16 marca 455 Walentynianie III i między innymi w ten sposób, przez związanie się z dynastią teodozjańską, chciał wzmocnić swoją pozycję w państwie. Odniosło to przeciwny skutek, bo zerwane w ten sposób zaręczyny stały się powodem do interwencji Wandalów w Italii i splądrowania Rzymu w czerwcu 455.
Prawdopodobnie stracił życie w tym samym czasie co jego ojciec, którego tłum ukamienował w Rzymie 31 maja 455.